# San Marino nos Jogos Olímpicos de Verão de 1980
San Marino competiu nos Jogos Olímpicos de Verão de 1980 em Moscou, União Soviética. Em apoio parcial aoboicote aos Jogos de 1980, San Marino competiu sob a bandeira olímpica em vez da bandeira nacional.

## Resultados por Evento

### Atletismo
Marcha Atlética Masculina 20km
- Stefano Casali
  - Final — 1:49:21.3  (→ 24º lugar)